# Шрейберзит
Шрейберзи́т (англ. schreibersite, нем. Schreibersit) — минерал, фосфид железа, никеля и кобальта координационного строения. Название — по имени австрийского минералога Карла фон Шрайберса. Синонимы: блестящее железо, железо фосфорно-никелевое, ламприт, партчит, рабдит, шрейберсит.

## Описание
Формула:
- Е. К. Лазаренко, К. Фрей: (Fe, Ni)3P[3].
- Г. Штрюбель, З. Х. Циммер: (Fe, Ni, Со)3P.

Содержит: Fe — 55,5 %; Ni — 29,1 %; P — 15,4 %. Примеси: Co, Cu, Cr, Mg.
Сингония тетрагональная. Тетрагонально-скаленоэдрический вид. Формы выделения: редкие таблитчасти и игольчатые кристаллы, зерна и округлые каплеобразные кристаллы, агрегаты, вкрапленость. Плотность 6,9—7,3. Твёрдость 6,75—7,25. Цвет — серебряно-белый до оловянно-белого с латунно-жёлтой или коричневой изменчивостью (игрой цвета). В аншлифах белый. В иммерсии имеет буровато-розовый оттенок. Блеск металлический. Непрозрачный. Проявляет сильную магнитную анизотропию. Хрупкий. Акцессорный минерал.

## Распространение
Часто встречается в метеоритах.
Шрейберзит неметеоритного происхождения встречается крайне редко. Он может образовываться в сильно восстановительной среде, возникающей при проникновении магмы в месторождение угля или лигнита — например, в месторождении Овифак (остров Диско, Гренландия) или в месторождении Бюль близ Касселя в Германии.